# Braunschweiger Landesarchäologe
Braunschweiger Landesarchäologe war eine Funktion, die 1932 im Freistaat Braunschweig geschaffen wurde und nach der Gründung des Landes Niedersachsen bis 1974 fortbestand.
Im Freistaat Braunschweig gab es ab 1932 einen Landesarchäologen. Der damalige Innenminister Dietrich Klagges (NSDAP), der an Vorgeschichtsforschung interessiert war, schuf diese Stelle. Zunächst bekleidete ein Parteifreund, der Prähistoriker Hermann Hofmeister, das Amt. Er starb 1936. Sein Nachfolger war der Prähistoriker Alfred Tode, er war von 1937 bis 1965 Braunschweiger Landesarchäologe.
Die Dienststelle des Landesarchäologen umfasste nur wenige Mitarbeiter und war für die Bodendenkmalpflege im Freistaat zuständig. Dazu gehörten nicht nur Ausgrabungstätigkeiten, überwiegend als Notgrabungen, sondern der Aufbau eines Landesfundarchivs und die Inventarisierung der ur- und frühgeschichtlichen Denkmale im Gelände.
Nach der Gründung des Amtes für ur- und frühgeschichtliche Bodendenkmalpflege im Freistaat Braunschweig im Jahr 1942 gehörte die Stelle organisatorisch zu diesem Amt. Außerdem gehörte der Landesarchäologe dem Braunschweigischen Kulturverband an, den Dietrich Klagges als Ministerpräsident 1942 ins Leben gerufen hatte.
Nach dem Zweiten Weltkrieg und dem Aufgehen des Freistaats im 1946 gegründeten Land Niedersachsen bestand das Amt des Braunschweiger Landesarchäologen weiterhin. Er war bis 1974 für den Verwaltungsbezirk Braunschweig zuständig (dito der Verwaltungsbezirk Oldenburg).
Anschließend ging das Amt im Dezernat Denkmalpflege beim Niedersächsischen Landesverwaltungsamt auf.